# Prepiella phoenicolopha
Prepiella phoenicolopha är en fjärilsart som beskrevs av George Francis Hampson 1914. Prepiella phoenicolopha ingår i släktet Prepiella och familjen björnspinnare. Inga underarter finns listade i Catalogue of Life.